# La Vierge au sac (Andrea del Sarto)
Pour les articles homonymes, voir La Vierge au sac.
La Vierge au sac (Madonna del sacco)  est une peinture religieuse à fresque d'Andrea del Sarto exécutée  en 1525, sur un  tympan architectural du cloître des morts de la basilique della Santissima Annunziata de Florence.

## Histoire
L'origine du nom Vierge au sac est incertaine, s'agit-il d'une référence à un sac (saccage) de la ville ou, comme le suggère Audot, d'un sac de blé donné en paiement à la fresque dans une période d'indigence du peintre ?
Cette œuvre fut largement appréciée et même copiée en hommage (gravure de Francesco Zuccarelli).

## Description
Dans le format centinata du tympan, la Vierge et l'Enfant est représentée assise, de face un peu à droite du centre de la composition, le centre étant occupé par un livre ouvert tenu et lu par Joseph accoudé sur un sac, vers la gauche. Des reliefs architecturaux verticaux complètent l'espace laissé libre du  cadre à droite comme à gauche.

## Analyse
Certains analystes y voient une scène du retour de la Fuite en Égypte, le sac étant rempli de blé.